# Le Comédien (comics)
Pour les articles homonymes, voir Le Comédien.
Edward Morgan Blake, dit Le Comédien, est un personnage de la bande dessinée Watchmen (traduite en France sous le titre Les Gardiens), créée par Alan Moore et Dave Gibbons.

## Biographie fictive
Le Comédien était un membre des Minutemen, un groupe de super-héros d'après-guerre qui fut remplacé ensuite soit par les enfants des anciens super-héros, soit par des fans, les Watchmen. Sa spécialité résidait dans le combat commando, activité qu'il poursuivit après dissolution des groupes de super-héros au profit du gouvernement américain. Il est, avec Dr Manhattan, le seul justicier masqué encore en activité après celle-ci.
"Eddie" Blake était un homme violent, mais qui n'a jamais apprécié la vie qu'il menait sans jamais l'avouer. Il se cache derrière une philosophie cynique en prétendant être le seul à avoir compris que le monde n'est qu'une vaste plaisanterie. Il finira par confier ses remords et sa véritable nature à son ancien ennemi Moloch, peu de temps avant d'être assassiné. Il a tenté un jour de violer Le Spectre soyeux I, avec qui il eut plus tard une relation intime d'où est née Laurie Jupiter (Laurie Juspeczyk, le Spectre soyeux II), puis il a tué une vietnamienne qui était enceinte de lui à la fin de la guerre du Vietnam.
Il a été assassiné, défenestré de son appartement par un mystérieux tueur. On découvre au fil de l'album que Le Comédien en savait trop sur les agissements de son ancien camarade de lutte, Ozymandias, ce qui explique sa disparition.

## Autour du personnage

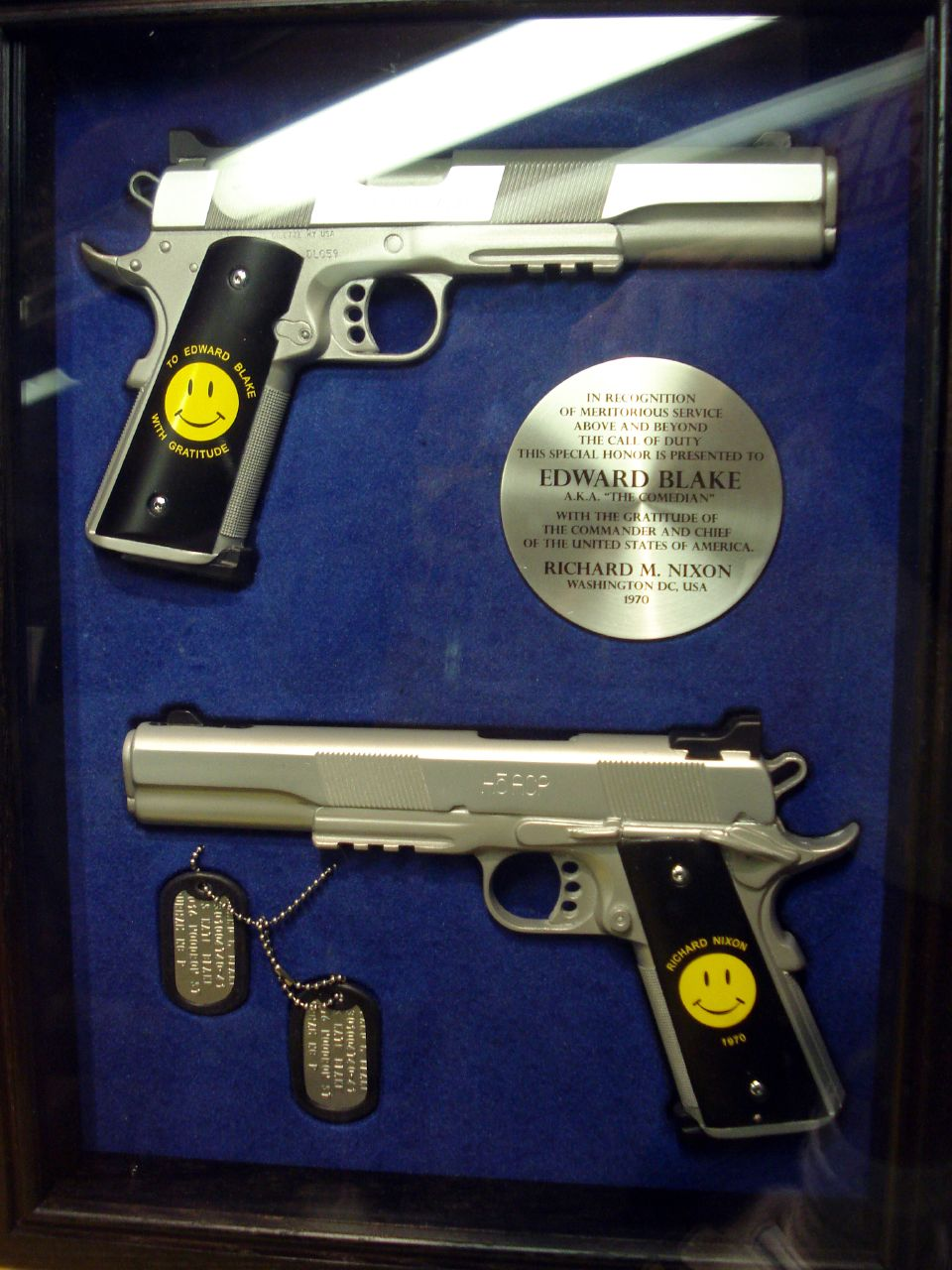
Les armes du Comédien

- Le Comédien est le seul membre des Minutemen à avoir également participé, plus ou moins en dilettante, à l'organisation des Crimebusters. Il est également le seul justicier à avoir changé de costume en cours de carrière (d'abord en remplaçant son costume de tissu jaune par une armure de cuir marquée du drapeau américain, après avoir été blessé au couteau dans une rixe, puis en remplaçant son domino par une cagoule de cuir, après avoir été défiguré par sa maîtresse vietnamienne).
- Le Comédien a été inspiré par le personnage de Peacemaker, un personnage qui appartenait à Charlton Comics avant d'être vendu à DC Comics.
- C'est le seul des personnages principaux de l'album à ne jamais apparaître dans le fil narratif direct, puisque l'histoire débute au lendemain de son assassinat. Il n'est donc présent qu'en flashbacks.
- Dans l'uchronie de Watchmen, le Comédien est responsable de la mort du Président Kennedy (on l'entend l'avouer dans le comic et la scène est clairement représentée dans le film), et assassine Carl Bernstein et Bob Woodward, les deux journalistes ayant enquêté sur le scandale du Watergate. Il laisse plus ou moins entendre que le Président Nixon est le commanditaire de ces trois assassinats.
- Il est interprété par Jeffrey Dean Morgan dans l'adaptation au cinéma Watchmen : Les Gardiens.

## Before Watchmen
Dans le recueil qui lui est consacré, après son expulsion des Minutemen, il est recruté par le gouvernement. Dans cette version (controversée), il est ami avec JFK et en aucun cas son assassin.